# Mokronogei mészárlás
A mokronogei mészárlás (horvátul: Pokolj u Mokronogama) kilenc bosnyák civil meggyilkolása volt a Tomislavgradhoz tartozó Mokronoge faluban, Bosznia-Hercegovinában. A mészárlást 1993. augusztus 10-én a horvát-bosnyák háború alatt követte el Ivan Baković, a Horvát Védelmi Tanács (HVO) katonája.

## A mészárlás
A zágrábi városi bíróság ítéletének indoklásában az állt, hogy Ivan Baković, más néven „Ikač” 1993. augusztus 10-én legalább egy azonosítatlan személlyel együtt megjelent Mokronoge faluban, a Bešlaga család háza ajtajában. Az automata gépfegyverrel és géppuskával felszerelt Baković bement a házba, és fegyvereit Husein, Emir, Subha, Emira és Dika Bešlagára, Ibrahim, Muharem és Mustafa Tiróra, valamint Sinha Đulimanra irányította. Megparancsolta nekik, hogy menjenek ki a házból. Társával együtt az áldozatokat egy közeli, mintegy 500 méterre lévő erdőbe terelte, és megparancsolta, hogy arccal lefelé feküdjenek a földre. Ezután a két támadó az automatából legalább 33, a géppuskából pedig 51 lövést adott le. Mind a kilenc áldozatot a helyszínen megölték.
Az áldozatok a 44 éves Dika Beslaga, gyermekei a 20 éves Emir és Emira Beslaga, a 23 éves Subha, a 25 éves Sinha és Husein Beslaga, valamint három szomszédjuk, egyben rokonuk a 26 éves Ibrahim, a 22 éves Mustafa és a 23 éves Murahem Tiro voltak. Az éjszaka ellenére a kis Amela, aki akkor még csak kilenc éves volt, az emeleti szoba kis ablakán keresztül mindent látott és hallott, és aki reggel még kisebb, két éves, néhány hónapos testvéreit cipelte a karjában, akik az emeleten aludva élték túl szeretteik lemészárlását. A meggyilkoltakat délelőtt egy pásztor találta meg a falu feletti dombon, mintegy 400 méterre attól a háztól, ahonnan elvitték őket, majd a rokonok megtalálták Amelát és a kisebb gyerekeket is. Az áldozatokat holdsarló alakban fekve találták.
A bíróság elé tárt bizonyítékok közül a legjelentősebb a kiskorú Amela Bešlaga vallomása volt, aki azon az éjszakán, amikor a házukba érkezett, felismerte a gyilkost, ugyanis Baković volt az apja esküvőjén a vőfély. Amikor Baković rájuk parancsolt, hogy feküdjenek le, anyja így könyörgött neki: „Ne csináld ezt, Iván testvér. Apád jó ember volt.” Erre Baković azt válaszolta: „Lehet, hogy jó volt, de én egy usztasa vagyok”, és kiterelte őket a házból.

## A felelősségre vonás
1999 novemberében a zágrábi városi bíróság távollétében bűnösnek találta Ivan Bakovićot, és 15 év börtönbüntetésre ítélte. Ivan Bakovićot letartóztatása után a Livnói Kanton Bíróságán is bíróság elé állították, és bűnösnek találták a polgári lakosság ellen elkövetett háborús bűnökben. 2004-ben 15 év börtönbüntetésre ítélték. Miközben büntetését töltötte, a mostari börtönben halt meg.
Megerősítve azt a nem jogerős ítéletet, amelyet a Zágráb Megyei Bíróság 2015 szeptemberében hozott. a horvát legfelsőbb bíróság Albert Topićot jogerősen 15 év börtönbüntetésre ítélte, mert a HVO tagjaként részt vett a Bešlaga és Tiro család kilenc tagjának meggyilkolásában a bosznia-hercegovinai Mokronoge faluban. A legfelsőbb bíróság döntésével jogerőre emelkedett a vádpont alól bizonyíték hiányában felmentett Petar Majić, Topić bajtársa elleni ítélet. Topićot és Majićot is még Zágrábban állították bíróság elé a szörnyű bűntett miatt, amikor velük együtt vádolták Ivan Bakovićot, aki az ítélet kihirdetése előtt Bosznia-Hercegovinába menekült. Ezután Topićot elítélték, és Mamićot pedig felmentették.
A 15 év a törvény szerint kiszabható szabadságvesztés maximális időtartama volt. Az ítélet kihirdetésekor a legfelsőbb bíróság különösen súlyosbító körülményként vette figyelembe, hogy a sértetteket kivitték otthonukból, és semmilyen módon nem veszélyeztették sem a vádlottat, sem társait. Az áldozatok két család tagjai voltak, akiket fekvő helyzetben öltek meg. A vádlottak különös brutalitására jellemző, hogy a sértettekre nagy mennyiségű lőszert lőttek ki. Az áldozatok fiatalok voltak, és nem vettek részt semmilyen etnikai konfliktusban. A büntetésnek példát kell mutatni, hogy az állampolgárok tudatában legyenek annak, hogy a bűncselekmények elkövetése veszélyes a társadalomra, és az elkövetőik megbüntetése indokolt – áll a bíróság indoklásában.

## Az emlékmű
Az áldozatok emlékére a gyilkosságok helyszínén emlékművet állítottak. Az emlékmű egy köralakú márvány alapzatra emelt négy méter magas, felfelé szűkülő, kilencoldalú oszlop, melynek tetején félhold és benne ötágú csillag látható. Az egész egy mecset minaretjére hasonlít. Az oszlop kilenc oldalába a kilenc áldozat nevét vésték be. Kemal Zukić szobrászművész munkája a Menekültügyi Minisztérium, Tomislavgrad önkormányzata, valamint civilek adományaiból létesült. Építése 2005. május 23-án kezdődött és június 21-én fejeződött be. 2005. augusztus 10-én, a bűncselekmény 12. évfordulóján Tomislavgrad és a szomszédos települések több száz lakosának jelenlétében avatták fel, Amela Bešlaga és Omer Bešlaga túlélők leplezték le.
Szövege a következő (részlet): „1993.08.10. A MOKRONOGI BEŠLAG ÉS TIRO CSALÁDBÓL KILENC ÁRTATLAN BOSNYÁK ÁLDOZAT ESETT EL EZEN A HELYEN BŰNÖZŐK KEZÉTŐL.
A MINDENHATÓ ALLAH ADJON AZ ÁLDOZATOKNAK MENNYET ÉS BÉKET, AZ ÁLDOZATOK CSALÁDJÁNAK TÜRELMET ÉS MEGBOCSÁJTÁST, A BŰNÖZŐKNEK SZÉGYENT ÉS BŰNBÁNATOT.”

## Fordítás
Ez a szócikk részben vagy egészben  a   Mokronoge massacre című angol Wikipédia-szócikk ezen változatának fordításán alapul.  Az eredeti cikk szerkesztőit annak laptörténete sorolja fel. Ez a jelzés csupán a megfogalmazás eredetét és a szerzői jogokat jelzi, nem szolgál a cikkben szereplő információk forrásmegjelöléseként.